# Cișmeaua Nouă
Cișmeaua Nouă – wieś w Rumunii, w okręgu Tulcza, w gminie Casimcea. W 2011 roku liczyła 41 mieszkańców.